# نقاب باخميس (دوعن)
'

تعديل مصدري - تعديل

نقاب باخميس هي إحدى قرى عزلة صيف بمديرية دوعن التابعة لمحافظة حضرموت، بلغ تعداد سكانها 215 نسمة حسب تعداد اليمن لعام 2004.